# Ictidosuchidae
Los ictidosuquidos (Ictidosuchidae) son una  familia de sinápsidos terocéfalos que vivieron durante el Pérmico.